# 光枝杜鹃
光枝杜鹃（学名：Rhododendron haofui）为杜鹃花科杜鹃花属下的一个种。

## 扩展阅读
- 維基物種上的相關：光枝杜鹃